# Катастрофа L-188 в Ардморе
Катастрофа L-188 в Ардморе — крупная авиационная катастрофа, произошедшая вечером в пятницу 22 апреля 1966 года близ Ардмора (штат Оклахома). Авиалайнер Lockheed L-188C Electra авиакомпании American Flyers Airline выполнял пассажирский рейс из Монтерея (штат Калифорния) в Колумбус (штат Джорджия) и заходил на промежуточную посадку в Ардморе, но у аэропорта вдруг быстро потерял высоту и врезался в землю. Погибли 83 человека, в том числе основатель и президент авиакомпании American Flyers Airline, который лично пилотировал данный самолёт. По масштабам это крупнейшая авиакатастрофа в истории Оклахомы.

## Самолёт
Lockheed L-188C Electra с регистрационным номером N183H (заводской — 1136) был выпущен в начале 1961 года, став одним из последних представителей серии. Изначально он имел бортовой номер N185H и строился по заказу американской Capital Airlines. Однако в 1960 году эта авиакомпания оказалась на грани банкротства, а в 1961 году была упразднена, поэтому заказ отменили. После перерегистрации самолёт сменил бортовой номер на N183H. Ранее бортом N183H был L-188C с заводским номером 1134, но позже его бортовой номер сменили на N9710C, а сам самолёт поступил в Braniff International Airways.
26 февраля 1962 года лайнер поступил в Sports Aloft, но через 10 месяцев, 27 декабря вернулся на завод-изготовитель. 1 февраля 1963 года он поступил в авиакомпанию American Flyers Airline (AFA), у которой базовым аэропортом была бывшая авиабаза Ардмор (Оклахома). Примечательно, что в 1964 году именно этот самолёт был арендован знаменитой британской группой The Beatles во время тура по Соединённым Штатам, а пилотировал его сам Рид Пигман — президент AFA.
Общая наработка борта N183H составляла 4019 часов, в том числе 300 часов от последней инспекционной проверки и 75 часов от последней периодической проверки. Последнее обслуживание проходил в Ардморе перед приёмкой экипажем, после чего до момента катастрофы успел налетать 10 часов 49 минут.

## Экипаж
На борту самолёта в момент происшествия находились шесть сотрудников авиакомпании:
- Командир воздушного судна — 59-летний Рид Уэйн Пигман (англ. Reed Wayne Pigman). Основатель и президент авиакомпании AFA, в прошлом военный лётчик, имел квалификацию пилота самолётов типа Douglas DC-3, DC-4 и Lockheed L-188 Electra. Его общий налёт составлял 16 247 часов, в том числе 1247 часов на Lockheed Electra. За последние 90 дней налетал 60 часов, в том числе 8 часов в приборных условиях и 12 часов ночью; за последние 30 дней налетал 18 часов, в том числе 2 часа ночью[6].
- Второй пилот — 49-летний Уилбур Марр (англ. Wilbur Marr). Имел квалификацию пилота транспортных Douglas DC-3, а также многодвигательных пассажирских самолётов и гидросамолётов. Его общий налёт составлял 12 355 часов, в том числе 1155 часов на Lockheed Electra. За последние 90 дней налетал 225 часов, в том числе 23 часа в приборных условиях и 47 часов ночью; за последние 30 дней налетал 75 часов, в том числе 2 часа в приборных условиях и 16 часов ночью[6].
- Бортинженер — Чарльз Грей (англ. Charles Gray)
- Бортинженер — Энтони Пика (англ. Anthony Pica)
- Стюардесса — Ванда Стоунсайфер (англ. Wanda Stonecipher)
- Стюардесса — Диана Дункан (англ. Dyana Duncan)

Один из бортинженеров летел данным рейсом как пассажир, не при исполнении служебных обязанностей.

## Хронология событий

### Предшествующие обстоятельства
Самолёт был зафрахтован военной Military Airlift Command для перевозки группы военных и членов их семей. В рамках контракта ему предстояло выполнить сперва пассажирский рейс AFA-262/D из Маккорда (штат Вашингтон) в Монтерей (штат Калифорния), а затем AFA-280/D из Монтерея в Колумбус (штат Джорджия) с промежуточной посадкой с Ардморе (штат Оклахома) для дозаправки и смены экипажа.
Экипаж заступил на работу в 04:30 в базовом аэропорту Ардмор (бывшая авиабаза), а в 06:03 вылетел в Лотон (Оклахома), где приземлился в 06:39. После часовой стоянки борт N183H вновь поднялся в воздух в 07:32, а в 12:04 благополучно прибыл на авиабазу Маккорд. Примерно в 12:30 один из пилотов от метеоролога американских ВВС получил прогноз погоды на маршруте Маккорд — Монтерей — Ардмор, согласно которому погодные условия ожидались хорошие до восточной части Нью-Мексико, после чего уже ухудшались, а в районе Ардмора прогнозировалась мощная гроза. Экипаж запросил прогноз погоды в Ардморе, но его никто не составлял, поэтому вместо Ардмора выдали прогнозы на авиабазы Тинкер (Оклахома-Сити), Шепард (Уичито-Фолс, Техас) и Перрен (Шерман, Техас).

### Вылет из Монтерея
В 13:44 рейс 262/D вылетел с авиабазы Маккорд и в 15:35 приземлился на авиабазе Монтерей. К моменту посадки в Монтерее в лётном журнале значилась одна запись: «Автопилот не удерживает высоту» (англ. Auto pilot altitude hold inop). Под этой записью инженер оставил резолюцию: «Продолжение полёта разрешаю» (англ. OK to continue). Экипаж начиная с вылета из Ардмора имел налёт уже 6 часов 59 минут, а продолжительность полёта от Монтерея до Ардмора по оценке должна была составлять 3 часа 45 минут. Согласно плану полёта, он должен был проходить по правилам как визуальных полётов, так и полётов по приборам по воздушным коридорам для реактивных самолётов (Jet Airway) 110 и 76 до Алтуса, а от него уже прямо на Ардмор. В самом Ардморе ожидалась сплошная облачность высотой 1100 футов (340 м), небольшой дождь, видимость 4 мили (6,4 км) с ухудшением до 3 миль (4,8 км). Прогноз погоды в Монтерее экипаж не получал.
Также в Монтерее на борт поднялся новый бортинженер, а предыдущий, который находился в составе экипажа до Монтерея, теперь летел как пассажир. Однако места для ещё одного пассажира не было, поэтому один из пилотов-командиров сошёл на землю, после чего направился в Ардмор коммерческим рейсом. Впоследствии он рассказал следователям, что экипаж находился в отличном состоянии. В 16:32 с 83 пассажирами и 5 членами экипажа на борту рейс 280/D вылетел из Монтерея и, выполняя визуальный полёт, поднялся до эшелона 21 500 футов (6600 м). Общий взлётный вес был оценён в 110 125 фунтов (49 952 кг) при максимальном допустимом 160 000 фунтов (72 600 кг), а посадочный вес должен был составлять 92 625 фунтов (42 014 кг) при максимальном допустимом 95 650 фунтов (43 390 кг); центровка также не выходила за установленные пределы.
Как впоследствии было установлено из лётного журнала, вскоре после вылета произошло падение давления масла в одном из двух компрессоров наддува воздуха в пассажирском салоне, поэтому его пришлось отключить. Нормальному выполнению полёта это, однако, не помешало.

### Полёт к Ардмору
В 18:07 диспетчер из Денверского центра управления воздушным движением дал разрешение рейсу 280/D следовать на Туба-Сити, далее по коридору 576 на Лас-Вегас, потом Амарилло, затем Алтус и от него уже прямо на Ардмор; эшелон полёта 21 000 футов (6400 м). Пройдя Туба-Сити, экипаж запросил и получил разрешение отклониться с трассы к югу, чтобы обойти облачные массивы. Примерно в 18:39 по указанию диспетчера экипаж перешёл на связь с центром в Альбукерке, после чего запросил и получил разрешение снизиться до эшелона 19 000 футов (5800 м). Около 19:05, пролетая Лас-Вегас, экипаж связался с местным аэропортом и запросил данные о погоде в Далласе и Ардморе. В Ардморе на 18:57 погодные условия были следующие: сплошная облачность с измеренной высотой 600 футов (180 м), видимость 1¼ мили (2 км), ливневый дождь, туман, температура воздуха 63 °F (17 °C), точка росы 63 °F (17 °C), ветер 110° 6 узлов, давление 30,06 дюйма (764 мм) рт. ст.
В аэропорту Ардмор на тот момент использовались две взлётно-посадочные полосы — 08/26 и 12/30. Полоса 08/26 была оснащена огнями низкой интенсивности с лампами мощностью 80 кВт, а полоса 12/30 — огнями высокой интенсивности с лампами мощностью 200 кВт, то есть более яркими. Но при этом работающая радионавигационная курсо-глиссадная система имелась только у полосы 08.
Проходя Амарилло, рейс 280/D обошёл несколько грозовых очагов, а в 19:42 перешёл на связь с диспетчерским центром в Форт-Уэрте. В 20:03, находясь на удалении около 10 миль (16 км) к северо-западу от Алтуса, экипаж запросил снижение на меньшую высоту и получил разрешение снижаться и занимать высоту 7000 футов (2100 м). В 20:05 с самолёта запросили разрешение следовать на Дункан, а от него уже прямо на Ардмор. Диспетчер такое изменение маршрута разрешил, а в ответ экипаж доложил о прохождении высоты 17 000 футов (5200 м). Также диспетчер предупредил, что к западу от Ардмора на расстоянии до 15 миль (24 км) наблюдаются грозовые засветки. В 20:06 экипаж связался с Ардмором, сообщил расчётное время прибытия 20:28, после чего запросил текущую метеосводку. Согласно переданным диспетчером данным за 19:57, над аэропортом стояла переменная облачность с измеренной высотой 800 футов (240 м), видимость 2 мили (3,2 км), дождь, туман, температура воздуха 63 °F (17 °C), точка росы 63 °F (17 °C), ветер 120° 5 узлов, давление 30,05 дюйма (763 мм) рт. ст.; с 19:12 до 19:20 была гроза, о сдвигах ветра не сообщалось.
В 20:07 и 20:08 диспетчер в Форт-Уэрте попытался вызвать рейс 280/D, однако удалось это только в 20:10, после чего экипаж доложил о прохождении высоты 12 000 футов (3700 м), а диспетчер разрешил снижение до 5000 футов (1500 м). О достижении указанной высоты с самолёта доложили в 20:16, а спустя пару минут, когда расстояние от Ардмора уменьшилось до 30 миль (48 км), запросили снижение на меньшую высоту. В ответ диспетчер дал указание сохранять занятую высоту до Ардмора и переходить на связь с аэропортом назначения, а также сообщил, что радарное сопровождение прекращено. В 20:20 экипаж установил связь с диспетчерским центром в Ардморе и запросил включить огни курсо-глиссадной системы полосы 08 вместо 12, а также передать обновлённую сводку о погоде. Над аэропортом в это время стояла облачность с разрывами высотой 700 футов (210 м) и сплошная на 1100 футов (340 м), небольшой дождь, туман, видимость 3 мили (4,8 км), ветер 130° 6 узлов.

### Катастрофа
В 20:26 диспетчер запросил у рейса 280/D его местонахождение; экипаж сообщил, что самолёт находится за дальнеприводным радиомаяком. Примерно через две минуты диспетчер увидел к северу от аэропорта огни самолёта, которые двигались к востоку, а затем в 20:29 экипаж попросил переключить огни курсо-глиссадной системы, так как заход будет выполняться на полосу 12. В 20:30 диспетчер увидел в восточное окно, как к северо-востоку появился огненный шар. Попытки связаться с самолётом оказались безуспешными, поэтому была объявлена чрезвычайная ситуация.
Согласно показаниям очевидцев, к северо-западу от аэродрома шёл слабый дождь, но затем он неожиданно значительно усилился. Потом из-за дождя появился авиалайнер, который прошёл на расстоянии 1 миля (1,6 км) к северу от радиомаяка аэропорта, расположенного западней аэродрома, после чего, следуя на небольшой высоте около 1160 футов (350 м), прошёл на удалении около 1¾—2 мили (2,5—3 км) к северу от входного торца полосы 08. Хотя большинство пассажиров в это время спало, некоторые выжившие рассказали, что самолёт вдруг резко накренился вправо, при этом был слышен шум увеличения режима двигателей. На удалении 1,5 мили (2,4 км) к северо-востоку от аэродрома (34°19′46″ с. ш. 96°58′55″ з. д.) летящий в посадочной конфигурации (шасси выпущены, закрылки на 78 % от полного) на высоте 963 фута (294 м) над уровнем моря борт N183H зацепил деревья на возвышенности, потерял скорость и упал на скалистое предгорье хребта Арбакл, врезавшись прямо в стадо крупного рогатого скота. От удара «Локхид» разрушился, после чего обломки, загоревшись, скатились вниз по склону на 800 футов (240 м).
На месте происшествия выжили только 18 пассажиров, которых доставили в ожоговые центры. Позже трое из них умерли от полученных травм. Таким образом, всего в катастрофе выжили только 15 пассажиров, а все остальные 83 человека на борту (78 пассажиров и весь экипаж, включая летевшего пассажиром бортинженера) погибли. На момент событий трагедия рейса 280 по числу жертв была крупнейшей катастрофой самолёта Lockheed L-188 Electra (в настоящее время на пятом месте) и занимала восьмое место среди авиакатастроф в США. Также на 2015 год эта авиационная катастрофа остаётся крупнейшей в истории штата Оклахома.

## Расследование
Расследование осложнялось тем, что в бортовом самописце вскоре после вылета произошёл отказ протяжного механизма, из-за чего запись на фольгу далее не осуществлялась, а потому данные полёта вплоть до катастрофы отсутствовали. Проверка двигателей и воздушных винтов не выявила никаких нарушений в их работе.

### Тесты
Из-за отсутствия данных с самописцев было решено восстановить траекторию полёта на основании показаний свидетелей. 4 мая 1966 года была проведена серия испытательных полётов, которые выполнялись при хороших погодных условиях со скоростью 160 узлов, при этом в миле от дальнего приводного радиомаяка самолёт следовал на высоте 2300 футов (700 м), а к месту происшествия снижался до 1160 футов (350 м). Пять полётов сделали в светлое время суток, а два — после наступления темноты. Все свидетели сошлись во мнении, что в испытательных полётах самолёты шумели не так громко, как рейс 280/D, так как летели значительно выше. Относительно вероятного маршрута полёта было определено, что перед резким правым поворотом и падением на землю авиалайнер проследовал с курсом 071° в миле к северу от аэропорта.

### Медицинская экспертиза

#### Патологоанатомические экспертизы
Образцы тканей от 63 пассажиров отправили в Военный институт патологии для проверки на наличие монооксида углерода. Однако лишь у 12 образцов содержание карбоксигемоглобина (образующегося при отравлении угарным газом) превышало 10 %, а зафиксированный максимум составлял 45 %. Основной причиной гибели пассажиров стали многочисленные травмы, полученные при ударе самолёта о землю, причём многие сидения сорвались с креплений. При вскрытии тел лётного экипажа, оставшихся в кабине, было установлено, что второй пилот и бортинженер погибли от травм. Версий причины гибели командира самолёта было две — множественные ранения и атеросклероз коронарных артерий.
Согласно протоколу вскрытия тела Рида Пигмана, у него был тяжёлый атеросклероз, сопровождающийся кальцинозом и хрупкостью коронарных артерий, а исследование сердца выявило микроскопические очаги фиброцитов с коричневыми пигментами из-за наличия макрофагов и малого числа лимфоцитов. Также в этой области имелась полоса розовой бесклеточной рубцовой ткани и небольшие очаги периваскулярной жировой инфильтрации. На значительной части миокарда рубцов не было, как не было и признаков недавних инфарктов.
По мнению патологоанатома, проводившего вскрытие, у командира самолёта был «сильный и весьма обширный коронарный атеросклероз». Из-за этого происходило сужение сосудов, что в свою очередь сокращало объём проходящего через сердца крови, а значит, и кислорода. Атеросклероз мог быть длительным и влиять на основные ветви коронарного кровообращения. При этом в некоторых случаях люмены были настолько малы, что их можно было разглядеть лишь в микроскоп. Кальцит артерий также развивался продолжительное время, не менее двух лет. Из-за этого в сердечную мышцу поступал недостаточный объём кислорода, особенно во время интенсивной работы сердца, например, в стрессовых ситуациях. Сравнив состояние сердца командира самолёта с теми, кто погиб от обострения коронарной недостаточности, данный врач заявил, что по его мнению, при отсутствии других травм или других выводов, Рид Пигман умер из-за коронарной недостаточности.
Из травм костей у Пигмана были переломы правой локтевой кости, левого внешнего надмыщелка локтевого сустава, левых указательного и безымянного пальцев. Также имелись переломы черепа, обеих ног, множественные переломы рёбер и повреждения внутренних органов. Более детальное исследование тела обнаружило и другие множественные переломы. При этом патологоанатом отметил, что у командира уцелели большие пальцы рук, а у второго пилота они оба были сломаны. По характеру полученных травм врач не смог определить, находилось ли тело командира в момент удара в обмякшем состоянии или пилотирование осуществлял только второй пилот.
Когда изучение тела командира провёл другой патологоанатом, уже имеющий опыт вскрытия жертв авиакатастроф, он также пришёл к выводу, что у пилота была коронарная недостаточность, а изучение истории болезни лишь усиливало это версию. По мнению данного врача, если бы не было других травм на теле, то можно было однозначно утверждать, что Пигман умер от ишемической болезни сердца, причём смерть наступила внезапно и ещё до столкновения с землёй, так как сама вероятность внезапной смерти пациента с такой степенью атеросклероза при наличии коронарной недостаточности очень велика. Учитывая физическое состояние командира (заход на посадку в условиях сильного дождя) и то, что он работал уже 16 часов — с четырёх утра, с медицинской точки зрения у него могли возникнуть боли в сердце, а потому была высока вероятность, что ещё в воздухе он мог внезапно умереть от ишемической болезни сердца. Сравнение травм верхних конечностей привело врача к выводу, что за штурвал в момент катастрофы держался только второй пилот.
Вскрытие тел остальных членов лётного экипажа не выявило у них болезней, которые могли бы привести к потере трудоспособности.

#### Медицинская история командира самолёта
Авиационный медицинский эксперт, который являлся ещё и сердечно-сосудистым специалистом, изучил медицинскую историю Пигмана, полученную от его личного врача, где нашёл записи, согласно которым ещё в декабре 1947 года наблюдались первые признаки заболевания коронарной артерии. При этом с 1963 года и вплоть до последнего визита 11 апреля 1966 года усиливались симптомы, связанные с болезнью сердца, особенно боль в груди с отдачей под левую руку, задержка и увеличение сердечного ритма. В эти периоды ему выписывали рецепты на различные препараты, включая аминофиллин, нитроглицерин и Peritrate.
Нитроглицерин сперва выписывали для снижения боли, но вскоре посоветовали принимать для профилактики, чтобы предотвратить сами появления боли. В ноябре 1963 года был выписан рецепт на ежедневную дозу из 4 таблеток Peritrate, а всего, согласно медицинской истории, этот рецепт выписывали 26 раз. Кроме того, в октябре 1962 года был выписан рецепт на лечение диабета приёмом по 4 таблетки Orinase в день, но Рид Пигман это предписание не выполнял, принимая таблетки лишь эпизодически. При этом пилот своевременно проходил медицинские проверки каждые полгода, а на вопросы о болезнях сердца или диабете отвечал отрицательно.
Согласно показаниям свидетеля по медицинским препаратам, Peritrate назначают для расширения артерий, причём в первую очередь и наиболее эффективно он расширяет коронарные сосуды. Нитроглицерин также используется для расширения сосудов, причём в основном расширяются коронарные артерии: само лечение быстрое и эффективное, так как препарат быстро впитывается, а выводится без последствий. Как правило, пациентам рекомендуют всегда иметь под рукой таблетки и принимать их при первых признаках дискомфорта. Также если пациент знает, что при определённых условиях работы будет чувствовать дискомфорт, то перед тем, как работать в этих условиях, он может принять таблетку для профилактики. При этом свидетель отметил, что если прекратить приём Peritrate, то у пациента может быть больше проблем, связанных с болью.
Человек, который страдает от болей в сердце, становится ограниченным в действиях либо вообще не может работать, так как отвлекается на дискомфорт. Как заявил свидетель, если пациент страдает от болей в сердце и при этом у него ещё и коронарная недостаточность, то есть риск внезапной смерти, которой предшествует потеря сознания в течение 7—12 секунд. Относительно ситуации на борту N183H, свидетель заявил, что с учётом обстоятельств, в которых выполнялся рейс, а также физиологического состояния командира, очень высока вероятность, что у последнего возникли боли в сердце, которые привели к мгновенной смерти.
Проверка вещей командира обнаружила пустую бутылку от лекарств и бумажную ленту, используемую для определения уровня сахара в моче. Также был найден выписанный на бумаге рецепт на имя командира. Была проведена токсикологическая экспертиза его тела на следы лекарственных веществ, включая этиловый спирт, а заодно и уровень сахара в крови. Следов алкоголя в крови и тканях печени не нашли, как и не нашли нейтральных препаратов, включая нитроглицерин. Уровень сахара был очень низким, при этом в печени нашли толбутамид в настолько малом количестве, что он не выявлялся хроматографом.

### Анализ данных
Хотя данные о полёте на бортовом самописце отсутствовали, эта проблема не была сочтена критичной. Как удалось установить из экспертизы обломков, самолёт был полностью исправен, и никаких отказов систем или двигателей на борту не было. Закрылки были выпущены на 78 %, шасси выпущены и зафиксированы, то есть экипаж выполнял нормальный заход на посадку. Заметно, что пилоты были обеспокоены погодой в аэропорту назначения, поскольку периодически запрашивали информацию о ней. Это было вызвано тем, что в момент катастрофы к западу от аэропорта находилась зона низкого давления, вытянутая с северо-востока на юго-запад, которая была связана с грозами и умеренными дождями, наблюдаемыми метеорологами. Погодные условия в аэропорту при этом были близки к минимуму, то есть в случае их ухудшения посадка была бы уже невозможна, что и вызвало беспокойство экипажа.
Полёт в целом проходил нормально, пока в 20:26 на вопрос диспетчера экипаж не ответил, что прошёл входной радиомаяк. В это время очевидцы наблюдали, как самолёт пролетел в миле к северу от радиомаяка, после чего направился на северо-восток с магнитным курсом около 071°. Выбор полосы для посадки в основном лежит на командире, поэтому тот сообщил о намерении выполнить посадку на полосу 08, так как эта была единственная полоса, заход на которую можно было выполнять по радиомаяку, а значит и погодный минимум для неё был самым низким в аэропорту. Далее самолёт пролетел на удалении 1¼—2 мили к северу от торца полосы 08, а его высота в последние 1 минуту и 15 секунд изменилась с 1200 футов (370 м) до 963 фута (294 м). Наиболее вероятно, что экипаж так хотел обогнуть грозовые засветки на удалении 12—15 миль от радиомаяка, а также одиночную засветку возле радиомаяка.
Подход к аэропорту должен был выполняться на высоте не менее 2300 футов (700 м), а курс посадки на полосу 08 — 076°. Однако очевидцы наблюдали самолёт в полутора милях от аэродрома, когда тот следовал на высоте примерно 1160 футов (350 м) с курсом 071°. Из-за сильного южного ветра (170° 27 узлов) самолёт при этом сносило влево на 10°, поэтому для сохранения данного направления он должен был лететь с курсом 081°. Этот курс на 5° правее посадочного на полосу 08. Возможно, что пилоты знали о боковом ветре, но недооценили его силу, поэтому и повернули на 5° вправо, хотя надо было на 10°. Из-за этого теперь авиалайнер фактически следовал с путевым магнитным курсом около 071°.
Перед катастрофой самолёт снижался под углом около 7,2°, а правый крен в момент удара составлял 10°. На основании этих данных при путевой скорости 150 узлов авиалайнер должен был снижаться с вертикальной скоростью 1950 футов (590 м) в минуту. Минимальная безопасная высота при заходе составляла 1362 фута (415 м) и экипаж не стал бы её нарушать при ясном небе. Но в данном случае «Локхид» снизался до 1160 футов (350 м), чтобы следовать под низкой облачностью, а пилоты знали, что ближайшим препятствием на пути подхода станет радиовышка высотой 1579 футов (481 м) над уровнем моря, находящаяся в 5 милях (8 км) к северу от аэропорта. Самым высоким препятствием у аэропорта была башня высотой 75 футов (23 м), стоящая в двух милях к северу на вершине гор Арбакл, средняя высота которых составляет 1000 футов (300 м).
Рейс 280/D следовал в миле к северу от аэропорта, сохраняя путевой курс 071°, и его наблюдал диспетчер, когда экипаж запросил выключить огни курсо-глиссадной системы полосы 08 и включить полосу 12. Анализ записи показал, что на связь выходил второй пилот, что означало, что в соответствии с распространённой в то время практикой пилотирование в это время осуществлял другой пилот, то есть в данном случае командир. Снижение до высоты 963 фута нельзя объяснить отказом двигателей, нарушением в работе высотомеров, разрушением конструкции либо вмешательством посторонних лиц. В последние секунды режим двигателей был увеличен, после чего самолёт постепенно стал поднимать нос, прежде чем врезался в землю. Некоторые выжившие пассажиры утверждали, что самолёт повернул влево, но следователи по изучению обломков пришли к мнению, что поворот на самом деле был вправо, просто пассажирам из-за отсутствия видимости наземных ориентиров в условиях отрицательной перегрузки, возникшей при снижении, было трудно понять, куда выполняется поворот.
Быстрое снижение в последние 6 секунд могло быть вызвано пространственной дезориентацией, попыткой выполнять визуальный полёт при потере из виду земли либо потерей пилотом дееспособности.
Если бы пилот потерял ориентацию в пространстве, то он мог начать снижение из-за мнимого набора высоты. Компенсация этого мнимого «подъёма» в данной ситуации отклонением штурвала от себя привело бы к значительной отрицательной перегрузке, которую бы почувствовали все на борту. Но никто из пассажиров не мог вспомнить влияния отрицательной перегрузки, поэтому данную версию отбросили.
Если бы пилот пытался выполнять визуальный полёт, то крайне маловероятно, чтобы командир стал рисковать своим авиалайнером, снижаясь до очень малой высоты в холмистой местности. К тому же эта мера не дала бы результатов, так как ночью при неблагоприятных погодных условиях деревья и холмы трудно разглядеть без специального освещения. Поэтому командир не стал бы намеренно снижаться под 1160 футов.
Последняя же версия подкреплялась рядом доказательств. Хотя из анализа радиопереговоров и следовало, что связь вёл второй пилот, а командир управлял самолётом, анализ переломов рук обоих пилотов показал обратное: штурвал в момент удара о землю держал только второй пилот, но не командир. Возможно, что командир, приняв решение садиться с попутным ветром, начал выполнять подход к полосе 30, но проходя курс 142°, бросил управление, позволив авиалайнеру перейти в снижение и врезаться в землю. Второй пилот в это время мог смотреть в правое окно, чтобы сохранить аэродром в поле зрения, а потому не следил за командиром. Почувствовав странный манёвр либо услышав бортинженера, он взял управление, но от 3 до 5 секунд у него ушло на то, чтобы понять ситуацию, и ещё 1,5 секунды на то, чтобы заставить самолёт поднимать нос. Однако поскольку весь процесс быстрого снижения до столкновения с землёй занял лишь 6 секунд, Уилбур Марр уже просто физически не мог предотвратить катастрофу.
Имея данные о физиологическом состоянии командира Пигмана, его медицинской истории, условий работы, а также показания кардиологов, следователи пришли к выводу, что при заходе на посадку из-за высокой стрессовой нагрузки командир потерял дееспособность. Упало ли его тело на штурвал, заставляя самолёт уходить во всё более крутое пике, либо наоборот откинулось на спинку сидения, позволяя самолёту входить в поворот со снижением, точно определить не удалось. Но в любой из этих ситуаций, если второй пилот при этом смотрит в правое окно, результат будет один и тот же. Когда второй пилот поймёт ситуацию и начнёт предпринимать действия по её исправлению, времени уже не останется.
Рассматривалась также версия, что самолёт при пролёте над местом происшествия попал в нисходящий воздушный поток, вызванный грозой поблизости и приведший к быстрой потере высоты. Однако против этого тот факт, что ближайшая гроза находилась в 6 милях (10 км) западнее в районе радиомаяка. К тому же если бы самолёт действительно попал в нисходящий воздушный поток, то для парирования пилоты бы подняли нос на куда больший угол, нежели в данном случае.

## Причина катастрофы
Выводы:
- Экипаж имел необходимые сертификаты и квалификацию для выполнения полёта. Однако у командира самолёта была история болезни сердца, начавшаяся за 18 лет до происшествия, и диабет, длящийся уже 3 с половиной года. Если бы об этом знали в Федеральном управлении гражданской авиации (FAA), то медицинскую справку ему бы не выдали. Оба пилота на момент происшествия работали уже 16 часов, в том числе 11 часов в воздухе, что, хоть и не является превышением ограничений по лётному времени, способствовало повышению восприимчивости командира и его потере дееспособности.
- Самолёт обслуживался в соответствии с правилами и в целом был исправен, не считая бортового самописца, который не работал в последнем полёте, а также нарушений в работе автопилота[* 3]. Вес и центровка лайнера не выходили за установленные пределы ни при взлёте, ни на момент катастрофы.
- Рейс обеспечивался текущими погодными сводками, и хотя в районе происшествия имелись грозы, которые могли повлиять на ход полёта, они не являлись прямой причиной происшествия.
- Все элементы конструкции были целы и работали нормально до удара о землю. Силовые установки в момент удара развивали тягу и не стали фактором катастрофы.
- Радиопереговоры с диспетчером осуществлял второй пилот, из чего можно сделать вывод, что управлял самолётом командир. После неудачной попытки выполнить заход с прямой по радиомаяку курсо-глиссадной системы на полосу 08, возможно из-за грозы в районе радиомаяка, командир направился к северу от аэропорта, чтобы осуществить заход на полосу 30. Но при попытке выполнить правый поворот командир испытал коронарную недостаточность, а потому уже не мог управлять своим воздушным судном, которое перешло в быстрое снижение. Низкая высота и высокая вертикальная скорость не позволили второму пилоту исправить ситуацию.

4 апреля 1967 года был опубликован отчёт № SA-392 Совета по гражданской авиации о расследовании катастрофы борта N183H. Следствие пришло к мнению, что в ходе визуального полёта при фактически приборных условиях, во время столь важного момента, как выполнение разворота для захода на посадку, командир из-за коронарной недостаточности внезапно потерял дееспособность.
Также в отчёте были сделаны несколько замечаний:
- Вызывает беспокойство, что командир самолёта имел истории болезни сердечно-сосудистой системы и сахарного диабета, но намеренно скрывал эту информацию, чтобы получить первый класс медицинского сертификата, ведь из-за наличия даже одной из этих болезней он уже не мог получить такой сертификат. Известно, что сердечно-сосудистые заболевания и сахарный диабет могут оставаться незамеченными при прохождении медицинской экспертизы на первый класс и уже были многочисленные случаи, когда один из членов экипажа терял дееспособность за штурвалом гражданского самолёта либо после полёта.
- Любой пилот, имеющий допуск к коммерческим перевозкам, отказываясь раскрывать свою полную историю болезни путём фальсификации приложения к медицинскому сертификату, подвергает опасности не только жизни членов экипажа, но и жизни своих пассажиров.
- Требуется изучить способы улучшить качество медицинской информации, получаемой от пилотов, улучшить технику медицинской диагностики пилотов и исследовать возможность снятия правовых ограничений, препятствующих тому, чтобы врачи получали информацию, важную для обеспечения безопасности полётов.

## Память
Недалеко от места падения борта N183H в точке координат 34°18,20′ с. ш. 97°6,47′ з. д. впоследствии был установлен памятник жертвам катастрофы.

### Комментарии
1. ↑  Здесь и далее указано Центральноамериканское время (CST).
2. ↑  В источнике перепутаны долгота и широта.
3. ↑  Несмотря на упоминание записи в бортовом журнале, что автопилот не выдерживает высоту, в выводе об исправности самолёта этот момент однако опущен.